# Fuchsia boliviana
Die  Fuchsia boliviana  ist eine Pflanzenart aus der Familie der Nachtkerzengewächse (Onagraceae).

## Beschreibung
Fuchsia boliviana wächst meist als großer und immergrüner Strauch, seltener als kleiner Baum bis über 5 Meter hoch. Die Zweige sind behaart.
Die meist gegenständigen bis wirteligen, einfachen und gestielten, weichen Laubblätter sind mattgrün, meist spitz bis zugespitzt und eiförmig, -lanzettlich bis elliptisch oder verkehrt-eiförmig, -eilanzettlich. Die fein behharten Blattstiele sind bis 7 Zentimeter lang. Der Blattrand ist drüsig-gezähnt und die Blätter sind bis über 20 Zentimeter lang. Sie sind oberseits leicht bis schwach behaart und unterseits leicht heller sowie fein behaart. Die Nebenblätter sind abfallend.
Fuchsia boliviana zeichnet sich durch lange Blüten aus, die meist einheitlich korallenrot, selten weißlich sind und in achsel- oder endständigen, dichten, meist traubigen, oft langen Blütenständen angeordnet sind. Die hängenden, gestielten und vierzähligen Blüten sind zwittrig mit doppelter Blütenhülle. Die Blütenstiele sind behaart. Die ausladenden, spitzen Kelch- und die aufrechten Kronblätter sind etwa gleich lang. Der zweigliedrige und fein behaarte Blütenbecher besitzt einen langen, schlanken, innen behaarten „Tubus“. Es sind 8 relativ kurze Staubblätter vorhanden. Der Fruchtknoten ist unterständig mit langem, keulenförmigem und etwas behaartem Griffel mit leicht gelappter Narbe. Es ist ein Diskus vorhanden.
Die essbaren, fleischigen und zylindrischen, feinborstigen, vielsamigen Früchte, Beeren, sind bis 2,5 Zentimeter lang, anfangs hellgrün und verfärben sich mit zunehmender Reife schwarz-violett.
Die Chromosomenzahl beträgt 2n = 22.

## Verhalten in Kultur
Da Fuchsia boliviana frostempfindlich ist, kann sie in Europa nur im Gewächshaus kultiviert werden.

## Herkunft
Fuchsia boliviana stammt aus Bolivien. Sie wächst in Gebirgsregionen in Höhenlagen zwischen 2000 und 3000 Metern, vor allem auch in Ecuador, Südperu und Nordargentinien.